# Stanisław Pasoń
Stanisław Wojciech Pasoń (ur. 31 października 1960 w Nowym Sączu) – polski polityk, przedsiębiorca, sadownik i hodowca, poseł na Sejm II kadencji.

## Życiorys
Mieszkaniec Moszczenicy Niżnej, publicznie określa się mianem chłopa.
W 1979 wstąpił do Zjednoczonego Stronnictwa Ludowego. Ukończył Technikum Mechanizacji Rolnictwa w Tarnowie w 1980. W 1993 uzyskał mandat posła na Sejm II kadencji. Został wybrany w okręgu nowosądeckim z listy Polskiego Stronnictwa Ludowego. Zasiadał w Komisji Integracji Europejskiej oraz Komisji Stosunków Gospodarczych z Zagranicą. Był także członkiem Podkomisji nadzwyczajnej do rozpatrzenia projektów ustaw kompleksowo regulujących sprawy celne.
Zajął się działalnością hodowlaną, specjalizując się w hodowli bydła, trzody chlewnej i owiec. W drugiej połowie lat 90. był właścicielem Stadniny Koni Huculskich i Arabskich Izby koło Krynicy. Objął funkcję wiceprezesa powstałego w 1998 Stowarzyszenia „Koń Huculski”. Uchodzi za pomysłodawcę imprezy „Dni Huculskie”, organizowanej od 1995 w Stadninie Koni Huculskich Gładyszów.
W 2014 powrócił do aktywności politycznej, z listy PSL został radnym sejmiku małopolskiego V kadencji. W 2015 i 2019 wystartował ponownie do Sejmu. W 2018 nie uzyskał mandatu radnego województwa kolejnej kadencji. Powrócił jednak w skład sejmiku w 2019 po wyborze Urszuli Nowogórskiej do parlamentu. W 2023 wystartował na senatora z ramienia współtworzonej przez ludowców Trzeciej Drogi. W 2024 utrzymał mandat radnego sejmiku na kolejną kadencję.